# Michael Matheus

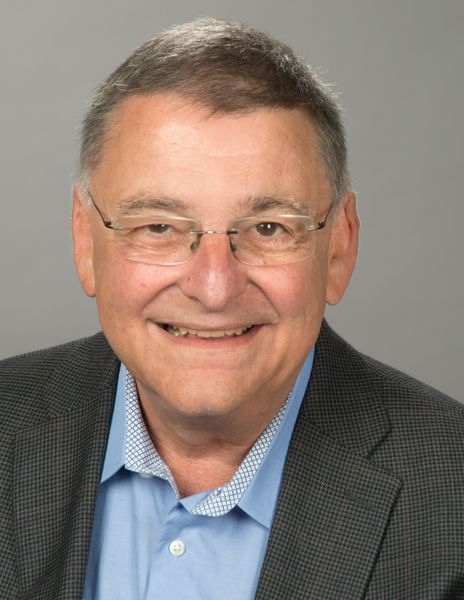
Michael Matheus (2018)

Michael Matheus (* 27. März 1953 in Graach an der Mosel) ist ein deutscher Historiker.
Ab 1994 war er Professor für Mittlere und Neuere Geschichte und Vergleichende Landesgeschichte an der Johannes Gutenberg-Universität Mainz. Von 2002 bis 2012 war er Direktor des Deutschen Historischen Instituts in Rom. Von 2012 bis 2018 war er wieder als Professor an der Johannes Gutenberg-Universität Mainz tätig.

## Leben
Michael Matheus legte 1971 am Friedrich-Wilhelm-Gymnasium (Trier) das Abitur ab. Er studierte Geschichte, Politikwissenschaft und Germanistik an den Universitäten Trier, Bonn und Münster. Nach dem Staatsexamen wurde er 1981 in Trier bei Alfred Haverkamp mit der Arbeit Trier am Ende des Mittelalters promoviert. Anschließend war er wissenschaftlicher Mitarbeiter für Mittelalterliche Geschichte an der Universität Trier.
Von 1986 bis 1988 war Matheus Stipendiat der DFG sowie am Deutschen Historischen Institut in Rom. 1990 erfolgte seine Habilitation an der Universität Trier für Mittelalterliche Geschichte und Geschichtliche Landeskunde mit einer ungedruckt gebliebenen Arbeit zu den Zinsverhältnissen geistlicher Institutionen im hohen Mittelalter. 1990/91 war er als Gastdozent am DHI in Rom und als Dozent an der Universität Rom „La Sapienza“ tätig. Nach einer Tätigkeit als Hochschuldozent an der Universität Trier wurde er 1993 Professor für Mittelalterliche Geschichte an der Universität GHS Essen. Von 1994 bis 2018 lehrte und forschte Michael Matheus als Professor für Mittlere und Neuere Geschichte und Vergleichende Landesgeschichte an der Johannes Gutenberg-Universität Mainz. Von 1994 bis 2003, von 2013 bis 2020 und 2021/22 war er Erster Vorsitzender und Direktor des Instituts für Geschichtliche Landeskunde an der Universität Mainz (IGL).
Von Oktober 2002 bis September 2012 war er Direktor des Deutschen Historischen Instituts in Rom. Zum 150. Geburtstag des ehemaligen Direktors Ludwig Quidde widmete das Deutsche Historische Institut in Rom im Jahr 2008 dem Historiker und Friedensnobelpreisträger eine Tagung. Die Beiträge wurden 2012 von Matheus herausgegeben. Anlässlich des 500-jährigen Jahrestages von Martin Luthers Romreise veranstaltete das Deutsche Historische Institut in Rom 2011 eine Tagung. Die Romreise war oft mit der Frage verbunden, inwieweit sie Voraussetzung für die Reformation war. Der daraus resultierende Sammelband wurde von Matheus zusammen mit Arnold Nesselrath und Martin Wallraff 2017 veröffentlicht und erschien 2019 in italienischer Übersetzung.
Von Oktober 2012 bis September 2018 war Matheus wieder als Professor und Leiter des Arbeitsbereiches Mittlere und Neuere Geschichte und Vergleichende Landesgeschichte an der Johannes Gutenberg-Universität Mainz tätig. Seit September 2011 gehört er auch dem Direktorium des Römischen Instituts der Görres-Gesellschaft (RIGG) an. Von 2013 bis 2021 war er Vorsitzender des Deutschen Studienzentrums in Venedig.
Seit den neunziger Jahren des 20. Jahrhunderts fördert Matheus die Verbindung von historischer Forschung und neuen Medien (digital humanities). Am IGL entstanden unter seiner Leitung verschiedene Regionalportale. Seit 2003 initiierte er am DHI in Rom mehrere elektronische Publikationsformate, die seit 2012 auf der Plattform „Romana Repertoria online/Roman Repertories online (RRO)“ zugänglich sind. Im Jahre 2015 wurde in Mainz „mainzed – Mainzer Zentrum für Digitalität in den Geistes- und Kulturwissenschaften“ gegründet. Zu den sechs Gründungsmitgliedern, die am Wissenschaftsstandort Mainz ihre digitalen Kompetenzen bündeln, zählt auch das IGL. Ein neuer Masterstudiengang „Digitale Methodik in den Geistes- und Kulturwissenschaften“ läuft seit dem Wintersemester 2016/17 an der Johannes Gutenberg-Universität.

## Forschungsschwerpunkte

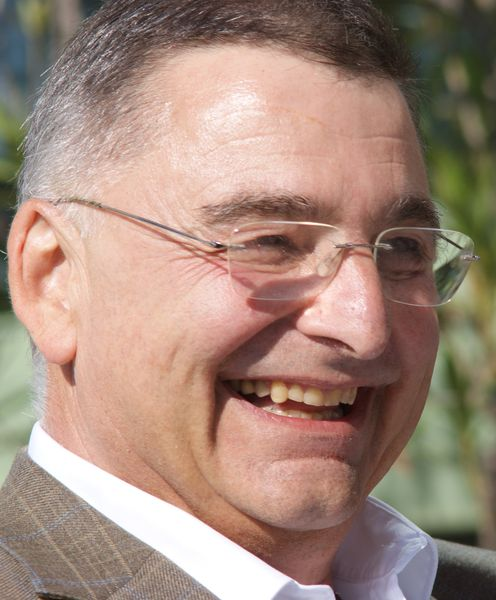
Michael Matheus, aufgenommen von Werner Maleczek während der Herbsttagung 2014 des Konstanzer Arbeitskreises auf der Reichenau.

Seine Forschungsschwerpunkte sind vergleichende Untersuchungen zur europäischen Geschichte, vor allem Deutschlands und Italiens im hohen und späten Mittelalter: die Geschichte ländlicher und städtischer Siedlungen, die Weingeschichte, die Bildungs- und Universitätsgeschichte, die Verkehrs- und Handelsgeschichte, Christen und Muslime in Süditalien, das Papsttum, die Kurie und Rom in der Renaissance. Er untersucht ferner die Geschichte nationaler Forschungskulturen und ihre Vernetzung in internationalen Wissenschaftsbeziehungen.
In seiner Dissertation untersuchte Matheus die verfassungs- und sozialgeschichtliche Situation Triers im ausgehenden Mittelalter hauptsächlich anhand von städtischen Rechnungen. Für den Zeitraum von 1370 bis 1520 sind die von Matheus ausgewerteten Rentmeisterrechnungen nahezu lückenlos vorhanden. Zum ersten Mal wurde unter aktuellen wissenschaftlichen Fragestellungen eine rechnungsgeschichtliche Überlieferung auf diese Weise für allgemeine stadtgeschichtliche Aspekte ausgewertet. Außerdem lieferte er mit dieser Studie personengeschichtliche Untersuchungen zu neun führenden Trierer Familien, auch unter bildungsgeschichtlichen Aspekten. In einer weiteren umfangreichen Untersuchung widmete er sich den Hafenkranen in der Zeit zwischen 1300 und 1600 mit einem räumlichen Schwerpunkt auf den Rhein und seinen Nebenflüssen zwischen Straßburg und Düsseldorf. Er bettet dabei die technische Innovation in ihren wirtschafts-, sozialgeschichtlichen und kulturgeschichtlichen Kontext ein.

### Geschichte von Hospitälern und Fürsorgeeinrichtungen
Ein weiterer Schwerpunkt ist die Geschichte von Hospitälern und Fürsorgeeinrichtungen. Die von Matheus im Jahre 1999 in Alzey geleitete Tagung „Funktions- und Strukturwandel spätmittelalterlicher Hospitäler im europäischen Vergleich“ ging von der These aus, dass „die Fähigkeit zum strukturellen Wandel [...] geradezu konstitutiv zu sein [scheint] für den dauerhaften Bestand von Hospitälern und damit auch für deren Geschichte“. Die Tagung wurde als ein Meilenstein in der deutschen Hospitalforschung gewürdigt. Durch die nachgewiesene Ausdifferenzierung von verschiedenen Spitaltypen setzte eine intensive Diskussion über den Spitalbegriff und deren Tragweite ein.

### Bildungs-, Wissenschafts- und Universitätsgeschichte
Seine universitätsgeschichtlichen Studien beschäftigen sich im nordalpinen Reichsgebiet vor allem mit den im 15. Jahrhundert und im 20. Jahrhundert miteinander konkurrierenden Hohen Schulen in Trier und Mainz.
Im Rahmen einer Tagung, die 1996 in Tübingen der bis dahin wiederholt konstatierten zweiten Universitätsgründungswelle im 15. Jahrhundert gewidmet war, plädierte Matheus für einen europäisch vergleichenden Blick auf die spätmittelalterliche Universitätsgeschichte. Wurde bis dahin Nikolaus von Kues als Verfasser des päpstlichen Stiftungsprivilegs vom 2. Februar 1455 für die Universität Trier in Anspruch genommen, wies Matheus nach, dass der Text der Bulle zu weiten Teilen mit dem der Bullen für Besançon (1450) und Glasgow (1451) übereinstimmt. Zudem votierte er dafür, die These von einer zweiten Universitätsgründungswelle im römisch-deutschen Reich unter europäisch vergleichender Perspektive zu relativieren. Die Gründungen der Hochschulen in Trier und Mainz wurden von Matheus im Kontext intensiver Bemühungen um Kirchenreform und im Zusammenhang mit einem allgemeinen Bildungsaufbruch im römisch-deutschen Reich vor allem seit der Mitte des 15. Jahrhunderts analysiert.
Der neueren lokalen und allgemeinen wissenschaftlichen Literatur und Publizistik zufolge wurde die kurfürstliche Universität Mainz 1798 von den Franzosen geschlossen. Matheus zeigte, dass Dokumente, die eine förmliche Schließung belegen, bisher nicht vorliegen. Vielmehr wurde 1798 die Hochschule in eine französische Zentralschule transformiert, die aber in der Eigen- wie Fremdrezeption weiterhin als Université de Mayence wahrgenommen wurde. In einem sich über viele Jahre erstreckenden Prozess kam es dann zur schrittweisen Beendigung des akademischen Betriebs. Wiederholte Versuche, Mainz im 19. und 20. Jahrhundert wieder als Hochschulstandort zu etablieren, scheiterten. Einige Institutionen, allen voran der im 18. Jahrhundert gegründete und bis heute existierende Mainzer Universitätsfonds, hielten aber die Erinnerung an die alte Universität wach. Die gegen Konkurrenten (vor allem Trier) durchgesetzte Eröffnung der nun nach dem Erfinder der Druckkunst Johannes Gutenberg genannten Universität im Jahr 1946 wurde von französischer und deutscher Seite bewusst als Wiedergründung inszeniert.
Im Frühjahr 2003 initiierte Michael Matheus mit seiner Antrittsvorlesung am DHI in Rom zur vergleichenden europäischen Universitätsgeschichte intensivierte Studien zur Kurien- und Stadtuniversität Roms in der Zeit der Renaissance. Seine These: Die Bedeutung des römischen Universitätsstandorts wurde bisher vor allem für die Zeit nach der dauerhaften Rückkehr der Päpste in die Stadt am Tiber erheblich unterschätzt. Zwar sind viele Quellen zur römischen Universitätsgeschichte vor Ort verloren, doch eröffnet die zeitaufwendige Erschließung und Auswertung der in zahlreichen römischen/vatikanischen und europäischen Archiven sowie Bibliotheken erhaltenen Quellensplitter die Möglichkeit, den lange Zeit unterbewerteten Universitätsstandort Rom neu zu beurteilen. Der von Matheus geprägte Begriff des Studienorts soll zudem den Blick über die universitären Einrichtungen hinaus auf das beachtliche Spektrum an Möglichkeiten des Bildungserwerbs in Rom in der Zeit der Renaissance lenken. Die aktuellen Forschungsergebnisse wurden in einem mit Rainer Christoph Schwinges herausgegebenen Sammelband vorgelegt, der auf eine Tagung 2012 am Deutschen Historischen Institut in Rom zurückgeht. Das Ziel des Bandes ist es, vorwiegend anhand von prosopographischen und biografischen Fallstudien den „unterschätzten Studienort Rom ins rechte Licht zu rücken“. Matheus befasst sich in diesem Band mit dem römischen Studienort am Beispiel der prominenten Studenten Ulrich von Hutten und Wilhelm von Enckenvoirt.
Im Buch Germania in Italia (2015), in dem von ihm initiierten Band Orte der Zuflucht und personeller Netzwerke sowie in weiteren Studien untersucht Matheus – ausgehend von der Geschichte der deutschen Forschungsinstitute in Rom und Florenz sowie der Unione internazionale degli istituti di archeologia, storia e storia dell’arte in Rom – Traditionen und Brüche in verschiedenen Forschungstraditionen, Wissenskulturen, und Formen multinationaler Zusammenarbeit sowie die Herausbildung neuer Forschungsparadigma im 19. und 20. Jahrhundert und deren politische Instrumentalisierung. Die Studien verweisen trotz der Katastrophe zweier Weltkriege auf ein beachtliches Maß an Resilienz im Bereich institutionalisierter internationaler Zusammenarbeit, nicht zuletzt dank personeller Netzwerke.

### Christen und Muslime in Süditalien
Seit 2005/06 etablierte Matheus am DHI in Ergänzung und anstelle der dort jahrzehntelang betriebenen Forschungen zu den süditalienischen Kastellen aus staufisch-angevinischer Zeit mit dem in verschiedenen Vorhaben betriebenen Themenfeld Christen und Muslime in Süditalien ein neues interdisziplinär und international ausgerichtetes Forschungsparadigma. Dabei gerät unter komparatistischer Perspektive auch der Mittelmeerraum insgesamt in den Blick, vor allem die für Europa wichtigen von monotheistischen Religionen geprägten Begegnungs- und Konflikträume in der Levante und auf der iberischen Halbinsel. Zusammen mit Lukas Clemens betreibt er ein Projekt zur christlich-muslimischen Konvivenz und Konkurrenz im nördlichen Apulien (Capitanata), einer Region, die sich für raumbezogene Analysen unter am DHI diskutierten kulturgeschichtlichen Fragestellungen zu verschiedenen Religionen und Kulturen besonders eignet. Matheus wies nach, dass die seit dem 19. Jahrhundert (unter anderem bei Ferdinand Gregorovius) dominierende Einschätzung von Lucera als muslimischer Enklave, als Garnison bzw. als arabisches Ghetto in christlicher Umgebung zu korrigieren ist. Vielmehr besiedelten Muslime eine ganze Reihe vormals christlicher Siedlungen in Süditalien, unter anderem den in byzantinischer Zeit entstandenen Bischofssitz Tertiveri, der besonders im Fokus der Untersuchungen steht. Diese Forschungsergebnisse bezieht er auch auf aktuelle Debatten wie die zum vermeintlichen „Kampf der Kulturen“ bzw. zur Rolle des Islams in Europa. Ergebnisse der Untersuchungen werden auf L.I.S.A. – Dem Wissenschaftsportal der Gerda Henkel Stiftung in einer Filmsequenz in deutscher, englischer und italienischer Sprache vermittelt. Im Kontext des Projektes entstand auch die Trierer Dissertation von Richard Engl.

### Weingeschichte

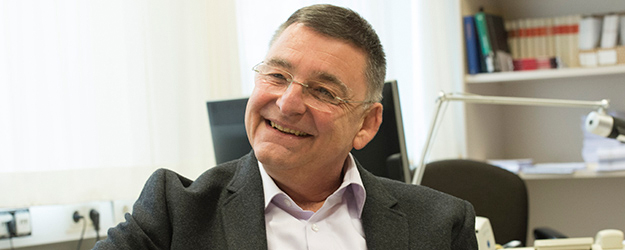
Michael Matheus (2016)

Als Doktorand entdeckte der mütterlicherseits aus einer Winzerfamilie stammende Wissenschaftler den bisher ältesten Beleg, der mit dem Rieslinganbau an der Mosel in Verbindung gebracht werden kann. Seitdem hat er zahlreiche Studien zur Geschichte von Weinbau und Weinkultur an Rhein und Mosel sowie in vergleichender europäischer Perspektive zu Prozessen der Kontinuität, vor allem aber des strukturellen Wandels in Weinanbaugebieten von der Antike bis ins 20. Jahrhundert vorgelegt. Im Rahmen des Sonderforschungsbereichs (SFB) 235 („Zwischen Maas und Rhein: Beziehungen, Begegnungen und Konflikte in einem europäischen Kernraum von der Spätantike bis zum 19. Jahrhundert“) initiierte er grenzüberschreitende Forschungen zur Weingeschichte Deutschlands, Luxemburgs und Frankreichs. Ferner untersuchte er die Anfänge der rheinhessischen Weinwirtschaft und Weinkultur und die Geschichte der Weinstadt Mainz. Zusammen mit Lukas Clemens untersuchte er Kontinuitäten in der Weinkeltertechnik zwischen Antike und Mittelalter und schlug eine neue Deutung für eine vielzitierte Passage zur Keltertechnik im berühmten Capitulare de villis aus der Zeit Karls des Großen vor. Ferner wies er nach, dass Praktiken in Weinhandel und Weinproduktion, mit ihnen einhergehende reichsrechtliche Normierungen sowie mentale Muster im 15. Jahrhundert im römisch-deutschen Reich herausgebildet waren, die vom deutschen Weingesetz von 1909 als im europäischen Vergleich singuläre Prinzipien der Qualitätsweinproduktion aufgegriffen wurden. Matheus entwickelte mit dem schon im frühen Mittelalter nachgewiesenen Typus des Winzerdorfs, einer ländlichen Siedlung mit ausgeprägtem urbanem Charakter, ein heuristisches Instrument für vergleichende europäische Untersuchungen zur Geschichte von Weinbau und Weinkultur.
Als eine die Kriterien des Typus im Mittelalter erfüllende quasi-städtische Siedlung untersuchte Matheus die Weinwirtschaft von Bassano del Grappa, das aktuell weltweit wegen der dort betriebenen Produktion von Grappa bekannt ist. Er zeigte, dass vor der Herstellung von Tresterbränden dort hochwertige Weine produziert und jahrhundertelang nach Norden und Osten über die Alpenhinweg exportiert wurden. Bassanowein wurde den schweren und süßen Südweinen zugerechnet, zu denen auch weiter verbreitete Sorten wie Malvasia, Romania und Rainfal zählten. Diese wurden vor allem bei besonderen Anlässen verkostet und waren erheblich teurer als einheimische Gewächse. In Akten des demonstrativen Weinkonsums wurden mit ihnen soziale Rangabstufungen markiert und bekräftigt. Im Jahre 2023 wirkte er bei dem Terra-X-Film „Wein – Eine Geschichte durch Jahrtausende“ von Martin Papirowski mit.

### Studien zur Geschichte von Mainz und Rheinhessen
In der von Matheus initiierten Festschrift für seinen Vorgänger an der Mainzer Universität, Alois Gerlich, legte er dar, dass die Mainzer Kulttopographie und Architektur sowie die Ausstattung der Kirchen mit Patrozinien und Reliquien seit dem frühen Mittelalter auf ein „Programm“ der Romimitation verweisen, bei dem der Neubau des Doms unter Erzbischof Willigis nach dem Vorbild von „Alt-Sankt-Peter“ in Rom ein besonders markantes Element darstellt. Auf diese Weise wurden die kirchenpolitischen Ansprüche der Mainzer Erzbischöfe zum Ausdruck gebracht. Die Ergebnisse wurden in vergleichenden Untersuchungen zur Bau- und Kirchengeschichte rezipiert.
Er forscht intensiv zur Mainzer Geschichte in der Zeit des Johannes Gutenberg. Er verfasste den ersten und bisher einzigen Überblick zur Stadtgeschichte im 14. und 15. Jahrhundert (1328–1459). Ausgehend von einer Bücher- und Ketzerverbrennung in der Gutenbergzeit behandelte er das Thema der Bücherverbrennungen in epochenübergreifender Perspektive. In einer epochenübergreifenden Studie untersuchte er die Geschichte der Rheinschifffahrt aus der Mainzer Perspektive. Ferner beschäftigt er sich mit Themen der Demokratiegeschichte und insbesondere mit der Mainzer Republik. Er publizierte im Kontext aktueller Debatten ferner zum Mainzer Rathaus, zur Mainzer Steinhalle und zum Mainzer Schloss.

## Schriften (Auswahl)
Eine vollständige Auflistung seiner Schriften ist auf der Homepage der Abteilung Landesgeschichte der Universität Mainz einsehbar.
Monographien
- Trier am Ende des Mittelalters. Studien zur Wirtschafts-, Sozial- und Verfassungsgeschichte der Stadt Trier vom 14. bis 16. Jahrhundert (= Trierer Historische Forschungen. Bd. 5). THF, Verlag Trierer Historische Forschungen, Trier 1984, ISBN 3-923087-04-7.
- Alma Mater Treverensis. Die „alte“ Trierer Universität von 1473–1798. Katalog zur Ausstellung anläßlich des 10-jährigen Bestehens der Universität Trier. Trier 1980.
- Hafenkrane. Zur Geschichte einer mittelalterlichen Maschine am Rhein und seinen Nebenflüssen von Straßburg bis Düsseldorf (= Trierer Historische Forschungen. Bd. 9). THF, Verlag Trierer Historische Forschungen, Trier 1985, ISBN 3-923087-08-X.
- Germania in Italia. Incontri fra storici nel contesto internazionale. Unione Internazionale degli Istituti di Archeologia, Storia e Storia dell’Arte in Roma, Rom 2015, ISBN 978-88-98252-00-8.
- Roma docta. Northern Europeans and Academic Life in the Renaissance. Schnell & Steiner Regensburg 2021, ISBN 978-3-7954-3490-8.

Herausgeberschaften von Sammelbänden
- Ninfa. Percezioni nella scienza, letteratura e belle arti nel XIX e all’inizio del XX secolo. Schnell & Steiner Regensburg 2022, ISBN 978-3-7954-3740-4. (Online)
- mit Heidrun Ochs, Kai-Michael Sprenger: Reviewing Gutenberg. Historische Konzepte und Rezeptionen (= Geschichtliche Landeskunde. Bd. 76). Steiner, Stuttgart 2021, ISBN 978-3-515-12186-6.
- mit Arnold Nesselrath, Martin Wallraff: Martin Luther in Rom. Die Ewige Stadt als kosmopolitisches Zentrum und ihre Wahrnehmung (= Bibliothek des Deutschen Historischen Instituts in Rom. Bd. 134). De Gruyter, Berlin 2017, ISBN 978-3-11-030906-5.
- Friedensnobelpreis und historische Grundlagenforschung. Ludwig Quidde und die Erschließung der kurialen Registerüberlieferung (= Bibliothek des Deutschen Historischen Instituts in Rom. Bd. 124). De Gruyter, Berlin 2012, ISBN 978-3-11-025954-4.
- Von der Geheimhaltung zur internationalen und interdisziplinären Forschung. Die Musikgeschichtliche Abteilung des Deutschen Historischen Instituts in Rom 1960–2010 (= Bibliothek des Deutschen Historischen Instituts in Rom / Deutsches Historisches Institut in Rom. Bd. 123). De Gruyter, Berlin u. a. 2010, ISBN 3-11-025073-X.
- mit Brigitte Flug, Andreas Rehberg: Kurie und Region. Festschrift für Brigide Schwarz zum 65. Geburtstag. Steiner, Stuttgart 2005, ISBN 978-3-515-08467-3.

Herausgeberschaften von Reihen und Zeitschriften
- Herausgeber der Reihe Wirtschaftsgeschichte des rheinland-pfälzischen Raums. Veröffentlichungen des Instituts für Geschichtliche Landeskunde an der Universität Mainz e. V. (ab 2020).
- Mitherausgeberschaft der Reihe Mainzer Beiträge zur Demokratiegeschichte. Veröffentlichungen des Instituts für Geschichtliche Landeskunde an der Universität Mainz e. V. (ab 2019).
- Mitherausgeberschaft der Reihe Die Päpste. Schnell & Steiner Verlag, Regensburg (2016/2017).
- Mitherausgeberschaft der Reihe Beiträge zur Geschichte der Juden in Rheinland-Pfalz. Veröffentlichungen des Instituts für Geschichtliche Landeskunde an der Universität Mainz e. V. (ab 2016).
- Geschichtliche Landeskunde. Veröffentlichungen des Instituts für Geschichtliche Landeskunde an der Universität Mainz, Bd. 42 (1995) bis Bd. 50 (2000), Bd. 52 (2001); Bd. 55 (2002); ab Bd. 71 (2014).
- Studi. Schriftenreihe des Deutschen Studienzentrums in Venedig / Centro Tedesco di Studi Veneziani, Neue Folge (ab Band XIII).
- Mainzer Vorträge. Vortragsreihe des Instituts für Geschichtliche Landeskunde an der Universität Mainz, Franz Steiner, Stuttgart
- Mitherausgeberschaft der Reihe Monographien zur Geschichte des Mittelalters. Anton Hiersemann, Stuttgart (2007–2016).
- Mitherausgeberschaft des Journal of Medieval History. Elsevier, London (ab 2007).
- Bibliothek des Deutschen Historischen Instituts in Rom. Max Niemeyer, Tübingen ab Bd. 105 bis Bd. 129 (2003–2014).
- Ricerche dell’Istituto Storico Germanico di Roma. Viella, Rom ab Bd. 1 bis Bd. 9 (2007–2013).
- Quellen und Forschungen aus italienischen Archiven und Bibliotheken. Max Niemeyer, Tübingen ab Bd. 82 bis Bd. 92 (2002–2012).